# ウスリーシロマス
ウスリーシロマス（ウスリー白鱒、学名:Coregonus ussuriensis）は、サケ科コレゴヌス属に分類される淡水魚の一種。
日本に導入されたシナノユキマス Coregonus maraena 、アイヅユキマス Coregonus peled と同属。
別名ワカソ。「ウスリーシロザケ」は誤り。

## 分布
中華人民共和国東北部からロシア沿海地方、および樺太。アムール川水系を中心に分布する。日本にはいない。

## 形態
最大で60cm、2.1kgになる。
背面は暗い橙灰色で、頭部と各鰭は黄色みを帯びる。体側から腹部にかけては銀白色。上下の顎はほぼ同じ長さであり、したがって口は頭部の先端に開く。

## 生態
おもな餌は小魚、甲殻類、水生昆虫。
水温10℃程度の清浄な水域を好む。一つの水系内を季節的に移動する習性がある。
春、川の結氷が終わると、本流の浅瀬に移動して活発に摂食を行う。夏になり、水温が15℃を上回ると支流の小河川に入り、ほとんど食物を摂らずに上流へ上流へと遡上していく。水温が10℃を下回ると遡上をやめ、本流へ戻り、河川が結氷するまで活発に餌を食べる。河川が結氷すると本流の深みに集まり、そのまま越冬する。
繁殖期は10月下旬から11月上旬で、支流で行う。

## ダウリアシロマス
アムール川水系には、本種のほかに近縁種のダウリアシロマス(Coregonus chadary)が分布する。
ダウリアシロマスは上顎が下顎より著しく突出し、したがって口は頭部の下面に開くので本種と区別できる。
また、アムール川ではこの2種間で大まかな棲み分けがなされており、本種は中流域から下流域を、ダウリアシロマスは上流域から中流域を生活圏とする。

## 近縁種
- シナノユキマス
- ホワイトフィッシュ
- オームリ